# Nowowarszawka
Nowowarszawka (ros. Нововаршавка) – osiedle typu miejskiego w Rosji, w obwodzie omskim, ośrodek administracyjny rejonu nowowarszawskiego. W 2010 liczyło 5890 mieszkańców.